# Jaanus Marrandi

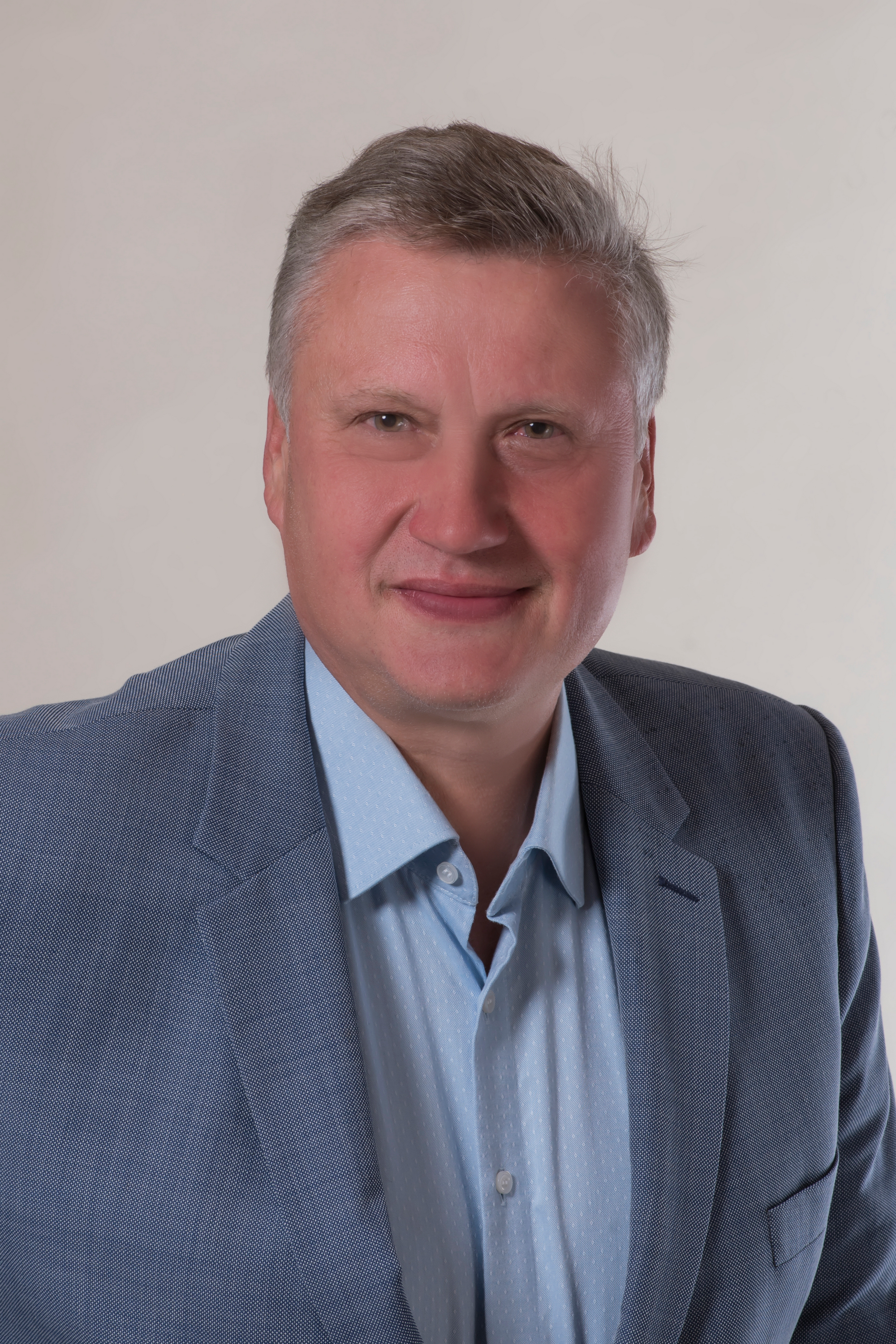
Jaanus Marrandi (2021)

Jaanus Marrandi (* 23. März 1963 in Paide, Estnische SSR) ist ein estnischer Politiker. Er war 2007/2008 Parteivorsitzender der Estnischen Volksunion (Eestimaa Rahvaliit).
Jaanus Marrandi schloss 1981 die Mittelschule in Türi ab. Bis 1986 studierte er an der Estnischen Landwirtschaftsakademie (Eesti Põllumajanduse Akadeemia) in Tartu. Dort machte er seinen Abschluss als Ingenieur für Wasserwirtschaft.
Von 1988 bis 1993 war Marrandi bei der Kolchose Estonia beschäftigt, anschließend von 1993 bis 1996 als Vorsitzender und von 1996 bis 1999 als Vizevorsitzender der Nachfolgeorganisation OÜ Estonia. Er hatte zahlreiche Sitze in Aufsichtsräten inne.
Von Januar 2002 bis April 2003 war Marrandi Landwirtschaftsminister im Kabinett von Ministerpräsident Siim Kallas. Er ist seit 1999 Abgeordneter im estnischen Parlament (Riigikogu). Von 1998 bis 2004 war Jaanus Marrandi Mitglied der populistischen Mitte-links-Partei Estnische Zentrumspartei (Eesti Keskerakond), bevor er zur ländlich geprägten Estnischen Volksunion (Eestimaa Rahvaliit) übertrat.
Nach dem Rücktritt des Parteivorsitzenden Villu Reiljan wegen der verheerenden Wahlniederlage bei den Parlamentswahlen 2007 wurde Jaanus Marrandi am 27. April 2007 zum Vorsitzenden der Estnischen Volksunion gewählt. Er hatte das Amt bis zum 1. November 2008 inne. Sein Nachfolger wurde Karel Rüütli.